# FidoNet
FidoNet je výměnná síť souborů a zpráv, která byla hojně využívána systémy BBS. Síť stále existuje, ale jejích uživatelů ubývá, protože systémy BBS i jejich uživatelé se stěhují na internet.
FidoNet založil v roce 1984 Tom Jennings v San Franciscu jako systém výměny souborů a zpráv mezi sdruženými BBS pomocí vzájemného volání modemů po klasických telefonních linkách a stala se populární nejen v USA, ale i v Evropě. FidoNet je nekomerční a populární byl především pro nízkou cenu, kterou stál provoz.